# 西落合 (新宿區)
西落合（日语：／ Nishi-ochiai */?）是東京都新宿區的町名。現行行政地名為西落合一丁目至四丁目。2013年8月1日為止的人口有13,422人。郵遞區號為161-0031。

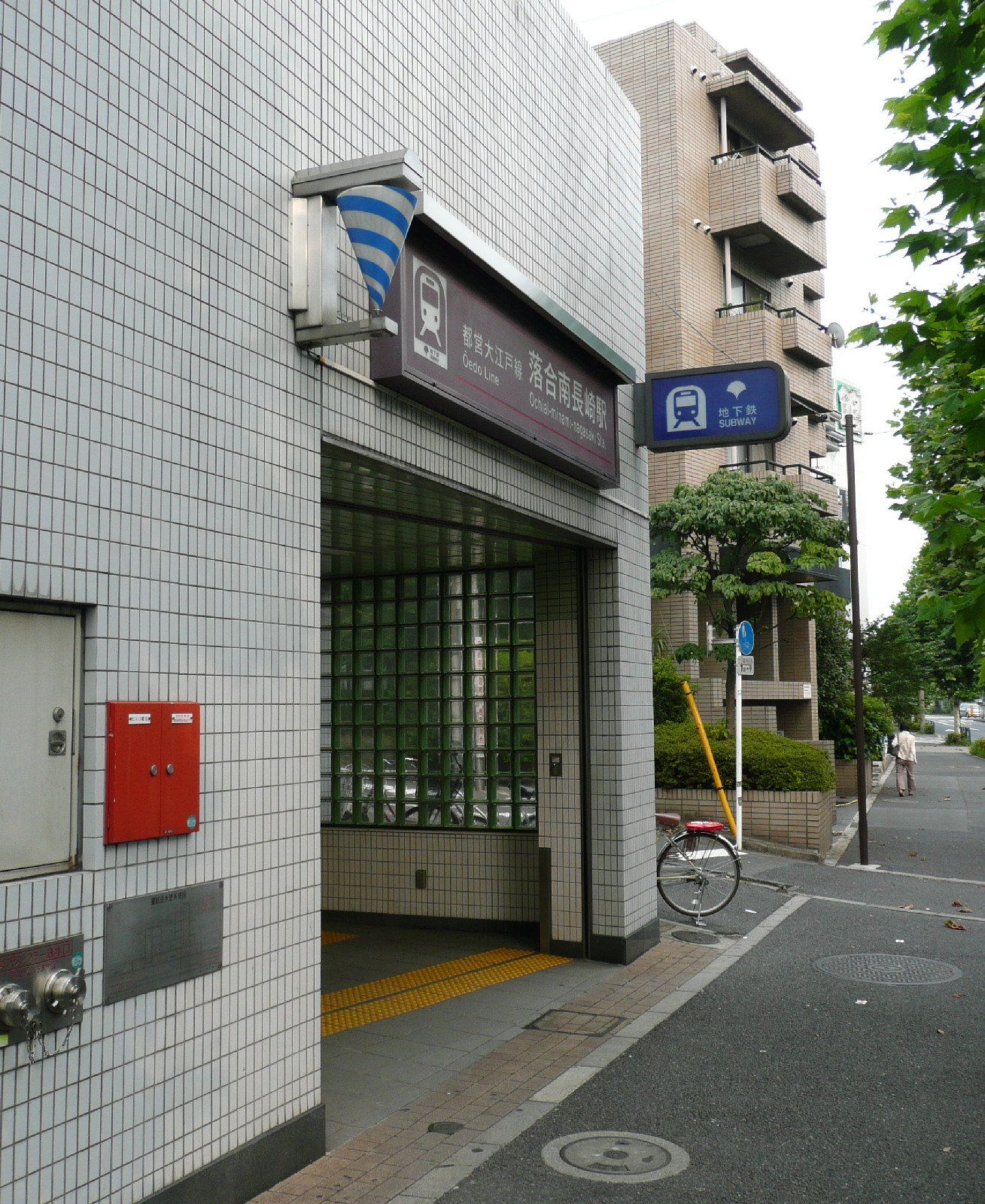
落合南長崎站A2出口

## 地理
位於新宿區西北端。町域北部與東部以新目白通為界，鄰豐島區南長崎，東南部與南部接新宿區中落合，西南部連中野區上高田。西部通中野區松丘、中野區江古田、中野區江原町。目白通通過本町中央。
主要為住宅地。東南端有都營大江戶線落合南長崎站，町域北部靠近西武池袋線東長崎站。目白通與新目白通、哲學堂通沿線巴士便利。哲學堂公園一部分在西落合內，其他在中野區松丘，屬中野區管轄。

## 歷史
原地名為「葛谷」。
- 1889年（明治22年）：為落合村大字葛谷。
- 1924年（大正13年）：為落合町大字葛谷。
- 1932年（昭和7年）：為淀橋區西落合一～三丁目。
- 1947年（昭和22年）：屬新宿區。
- 1965年（昭和40年）：西落合一～三丁目全部與西落合二丁目大部分、下落合四丁目一部分合併為現行的西落合。

### 地名由來
位於落合町西部而得名。

## 設施
- 西落合公園
- Gallery Countach（日语：ギャラリーカウンタック）
- 關水金屬本社
- 落合南長崎站

## 備註
1. ↑  『角川日本地名大辞典 13　東京都』、角川書店、1991年再版、P877
2. ↑  .   [2013-08-10]. （原始内容存档于2014-08-19）.

## 外部連結
- 新宿區役所（页面存档备份，存于）